# Sergius av Konstantinopel
Sergius, född 608 i Syrien, död 639 i Konstantinopel var en patriark av Konstantinopel. Han arbetade tillsammans med bysantinske kejsaren Herakleios på att förena monofysiterna med kyrkan och utarbetade 638 Ekthesis som hävdade monoteletismen och som därför fördömdes. Han är en av grekiska kyrkans främste psalmdiktare.